# بکویل (تگزاس)
بکویل، تگزاس(به انگلیسی: Beckville, Texas) شهری در ایالت تگزاس از ایالات جنوبی ایالات متحده آمریکا است. در سرشماری سال ۲۰۰۰، جمعیت این شهر ۷۵۲ نفر اعلام شد.